# Chặng đua GP Áo 2021
Chặng đua GP Áo 2021 (tên chính thức Formula 1 BWT Großer Preis von Österreich 2021) là chặng đua thứ chín của Giải đua xe Công thức 1 2021. Chặng đua diễn ra từ ngày 02 đến ngày 04 tháng 07 năm 2021 ở trường đua Red Bull Ring, Áo. Người chiến thắng là Max Verstappen của đội đua Red Bull Racing. Đây cũng là chặng đua thứ hai trong số hai chặng đua liên tiếp được tổ chức ở trường đua Red Bull Ring.

## Diễn biến chính
Max Verstappen đã giành pole thứ ba liên tiếp và cũng đã dễ dàng chiến thắng cuộc đua để củng cố ngôi đầu bảng xếp hạng tổng với 182 điểm. Trong khi đó đối thủ chính là Lewis Hamilton đã không thể lên podium.
Ở đầu chặng đua, Lando Norris phạm lỗi đẩy Sergio Pérez ra ngoài đường đua và bị phạt 5 giây. Tuy nhiên anh vẫn có thể lên podium cùng với Valtteri Bottas.
Còn Pérez sau khi bị rớt xuống nhóm giữa đã hai lần phạm lỗi đẩy Charles Leclerc ra ngoài đường đua nên bị phạt tổng cộng 10 giây, vẫn có thể cán đích ở vị trí thứ 6.
Cuối cuộc đua, Kimi Raikkonen bị phạt 20 giây vì lỗi gây tai nạn cho Sebastian Vettel.

## Kết quả
| Stt                                                                     | Số xe | Tay đua            | Đội đua                   | Lap | Thời gian   | Xuất phát | Điểm |
| ----------------------------------------------------------------------- | ----- | ------------------ | ------------------------- | --- | ----------- | --------- | ---- |
| 1                                                                       | 33    | Max Verstappen     | Red Bull Racing-Honda     | 71  | 1:23:54.513 | 1         | 26   |
| 2                                                                       | 77    | Valtteri Bottas    | Mercedes                  | 71  | +17.973     | 5         | 18   |
| 3                                                                       | 4     | Lando Norris       | McLaren-Mercedes          | 71  | +20.019     | 2         | 15   |
| 4                                                                       | 44    | Lewis Hamilton     | Mercedes                  | 71  | +46.452     | 4         | 12   |
| 5                                                                       | 55    | Carlos Sainz Jr.   | Ferrari                   | 71  | +57.144     | 10        | 10   |
| 6                                                                       | 11    | Sergio Pérez       | Red Bull Racing-Honda     | 71  | +57.915     | 3         | 8    |
| 7                                                                       | 3     | Daniel Ricciardo   | McLaren-Mercedes          | 71  | +1:00.395   | 13        | 6    |
| 8                                                                       | 16    | Charles Leclerc    | Ferrari                   | 71  | +1:01.195   | 12        | 4    |
| 9                                                                       | 10    | Pierre Gasly       | AlphaTauri-Honda          | 71  | +1:01.844   | 6         | 2    |
| 10                                                                      | 14    | Fernando Alonso    | Alpine-Renault            | 70  | +1 lap      | 14        | 1    |
| 11                                                                      | 63    | George Russell     | Williams-Mercedes         | 70  | +1 lap      | 8         |      |
| 12                                                                      | 22    | Yuki Tsunoda       | AlphaTauri-Honda          | 70  | +1 lap      | 7         |      |
| 13                                                                      | 18    | Lance Stroll       | Aston Martin-Mercedes     | 70  | +1 lap      | 9         |      |
| 14                                                                      | 99    | Antonio Giovinazzi | Alfa Romeo Racing-Ferrari | 70  | +1 lap      | 15        |      |
| 15                                                                      | 7     | Kimi Räikkönen     | Alfa Romeo Racing-Ferrari | 70  | +1 lap      | 16        |      |
| 16                                                                      | 6     | Nicholas Latifi    | Williams-Mercedes         | 70  | +1 lap      | 18        |      |
| 177                                                                     | 5     | Sebastian Vettel   | Aston Martin-Mercedes     | 69  | Va chạm     | 11        |      |
| 18                                                                      | 47    | Mick Schumacher    | Haas-Ferrari              | 69  | +2 laps     | 19        |      |
| 19                                                                      | 9     | Nikita Mazepin     | Haas-Ferrari              | 69  | +2 laps     | 20        |      |
| Ret                                                                     | 31    | Esteban Ocon       | Alpine-Renault            | 0   | Va chạm     | 17        |      |
| Fastest lap: Max Verstappen (Red Bull Racing-Honda) – 1:06.200 (lap 62) |       |                    |                           |     |             |           |      |

Nguồn: Trang chủ Formula1

## Bảng xếp hạng sau chặng đua
(Chỉ liệt kêt top 5 tay đua và đội đua)
|           | Stt | Tay đua         | Điểm |
| --------- | --- | --------------- | ---- |
| Unchanged | 1   | Max Verstappen  | 182  |
| Unchanged | 2   | Lewis Hamilton  | 150  |
| Unchanged | 3   | Sergio Pérez    | 104  |
| Unchanged | 4   | Lando Norris    | 101  |
| Unchanged | 5   | Valtteri Bottas | 92   |
| Nguồn:    |     |                 |      |

|           | Stt | Đội đua               | Điểm |
| --------- | --- | --------------------- | ---- |
| Unchanged | 1   | Red Bull Racing-Honda | 286  |
| Unchanged | 2   | Mercedes              | 242  |
| Unchanged | 3   | McLaren-Mercedes      | 141  |
| Unchanged | 4   | Ferrari               | 122  |
| Unchanged | 5   | AlphaTauri-Honda      | 48   |
| Nguồn:    |     |                       |      |